# Gerhard Moritz Meyer
Gerhard Meyer (* 19. Januar 1937 in Deutsch Eylau; † 18. Mai 2016 in Hamburg), genannt auch Gerhard Moritz Meyer, war ein deutscher FDP-Politiker und Justizsenator von Hamburg und Berlin. Er wirkte zuvor als Rechtsanwalt in Hannover und als Hauptgeschäftsführer der Vereinigung der Arbeitgeberverbände energie- und versorgungswirtschaftlicher Unternehmungen.

## Leben und Beruf
Gerhard Meyer, Sohn von Gertrud Meyer, geborene Lucke, und des Ingenieurs Gerhard Meyer, wurde in Stendal in der Altmark eingeschult, legte sein Abitur aber 1957 in West-Berlin ab. Anschließend studierte er in München und Hamburg Betriebswirtschaftslehre und Rechtswissenschaften. 1963 legte er das Referendar- und 1967 das Assessorexamen in Hamburg ab. 1968 trat er in die Dienste von Mobil Oil (Mineralöl-Unternehmen), wo er zunächst Syndikus und ab 1970 Personalleiter war. 1972 wechselte er in die Aluminium-Industrie, wo er bis 1977 Personalleiter für Europa eines internationalen Konzerns für Nichteisenmetalle wurde. Er war 1978 Gründungsmitglied der Dr.-Emilie-Kiep-Altenloh-Stiftung. 1981 heiratete er die Verlagswerbeleiterin Margrit Osterwold. Nach dem Ausscheiden aus der aktiven Politik ließ er sich 1981 als Rechtsanwalt in Hannover nieder, wo er 1982 zum Hauptgeschäftsführer der Arbeitgeberverbände Energie und Versorgung bestellt wurde. Gerhard Meyer hatte zwei Kinder, aus erster Ehe mit Wiebke Meyer-Kolumbe Kay-Daniel (* 1971) und aus der zweiten, 1981 mit der Verlagswerbeleiterin Margrit Osterwold geschlossenen, Ehe Jan Moritz Meyer. Seit 2000 lebte Gerhard Meyer im Ruhestand in Hamburg. Er war Mitglied der Humanistischen Union.

## Partei
Mit Beginn seines Studiums trat Meyer 1957 dem Liberalen Studentenbund Deutschlands bei. Seit 1958 war er auch Mitglied der Jungdemokraten, deren stellvertretender Bundesvorsitzender er von 1964 bis 1966 war. Von 1964 bis 1968 war er zudem Mitglied des Präsidiums des Weltbundes Liberaler und Radikaler Jugend, dessen Ehrenpräsident er ab 1966 war.
Der FDP gehörte Meyer seit 1959 an. Von 1968 bis 1971 war er Präsident des Landesparteitages. Er wurde 1972 für zwei Jahre in den Landesvorstand der FDP Hamburg gewählt, dem er dann von 1974 bis 1977 qua Amt angehörte. Von 1975 bis 1979 war er Mitglied des Rundfunkrats des NDR, von 1982 des Bundesvorstands der FDP.

## Abgeordneter
Meyer gehörte von 1974 bis 1978 der Hamburgischen Bürgerschaft an. Bis zum 30. März 1977 war er Vorsitzender der FDP-Bürgerschaftsfraktion. Anschließend ruhte sein Mandat wegen der Wahl zum Senator.

## Öffentliche Ämter
Bereits nach der Bürgerschaftswahl 1974 war Meyer vom Landesvorstand der FDP als Senator vorgesehen, er sollte die Leitung der Baubehörde übernehmen. Auf dem Landesparteitag, der die Nominierungen vornahm, unterlag Meyer, der zum linken Parteiflügel gezählt wurde, jedoch mit zwei Stimmen Unterschied dem eher konservativen Rolf Bialas. Am 30. März 1977 wurde Meyer von der Hamburgischen Bürgerschaft als Nachfolger von Ulrich Klug zum Senator gewählt und mit der Leitung der Justizbehörde als Präses in Hamburg betraut. Nachdem die FDP 1978 an der 5-Prozent-Hürde gescheitert war, schied er am 28. Juni 1978 aus dem Senat aus. Nach dem Rücktritt des Berliner Justizsenators Jürgen Baumann am 3. Juli 1978 wurde Meyer am 6. Juli 1978 zu dessen Nachfolger gewählt. In diesem Ressort verblieb er auch nach dem Rücktritt Dietrich Stobbes im Januar 1981. Er musste jedoch wenige Monate später im Juni 1981 mit dem restlichen neugewählten Senat von Hans-Jochen Vogel zurücktreten, da die sozialliberale Koalition keine Mehrheit erhielt, die FDP sich jedoch noch weigerte, eine Koalition mit der CDU zu bilden.

## Veröffentlichungen
- Die laufende Abstimmung zwischen den Koalitionspartnern, Koalitionsausschüsse und Koalitionsgespräche, in: Probleme von Koalitionsregierungen in Westeuropa, Bonn 1978, S. 101–109.